# Мудесхајм
Мудесхајм је део града Арнштајна (Доња Франконија) у Округу Мајна-шпессарт. 
Налази се на висини од 203 метра. 
Број становника је 417 (1987).
Поштански број је: 97450.
Телефонски позивни број је: 09363

## Локација
Село се налази на 1 км западно од села Ројхелхајм (Reuchelheim ) у долини реке Верн (Wern ) на Федералном путу Б 26.

## Историја
Мудесхајм као насеобина се помиње први пут 889 године у документу "Уговор о прилогу" од римокатоличког манастира Фулда  као место под називом "Moutwinesheim". 

## Остало
Мудесхајм је било винарско село, све до велике болести винове лозе која је уништила све винограде у овом селу. Од 2000 године село се враћа виноградарству.
У селу се може видети прелепи римокатолички храм Светог Маркуса и Светог Урлиха из 1748 године у рококо стилу. Као и капелу Светог Радегундиса из 1681 године у шуми југоисточно од села.
Мудесхајм има свој спортски клуб РСФ Вернтал Мудесхајм (RSV-Müdesheim ) , Ватрогасну службу, Вртић, Музичку групу (Тrachtenkapelle ) и Фудбалски клуб (
FV Stetten-Binsfeld-Müdesheim ).
Син места је проналазач и авантуриста Франц Лепих (1778—1819). 